# Alcius Ledieu
Pour les articles homonymes, voir Ledieu.
Alcius Ledieu, né le 14 avril 1850 à Démuin et mort le 25 mars 1912 à Lincheux, est un conservateur et historien régional français.

## Biographie
Fils d'un boulanger, Alcius Ledieu devient instituteur à 21 ans mais, attiré par les études historiques, pour lesquelles il avait manifesté un gout précoce, il accomplit seul son apprentissage scientifique, conseillé par le bibliothécaire de la ville de Roye, Émile Coët, et l’historien de Montdidier, Victor Cauvel de Beauvillé.
Des articles parus dans le Propagateur picard, un mémoire sur Démuin et ses seigneurs adressé en 1875 à la Société des antiquaires de Picardie le signalent comme érudit, et lui valent, le 1er octobre 1879, le poste de Conservateur de la Bibliothèque et des musées d'Abbeville, qui lui permet de compléter sa formation historique, et lui donne accès à tous les matériaux nécessaires à ses travaux érudits.
Il s’initie à la paléographie et à la diplomatique et apprend assez de latin pour pouvoir déchiffrer et au besoin publier les textes du moyen-âge, auxquels ils accès. Traditionniste picardisant intimement lié au mouvement d’histoire locale, il a publié de nombreux ouvrages touchant à l'histoire de la Picardie, à la biographie picarde. Il a notamment édité, corrigé et enrichi l’œuvre historique du Père Daire. Il a également publié sur la linguistique picarde et plusieurs textes en langue picarde, tels que des contes licencieux S’intéressant également aux vieilles coutumes aux traditions, aux patois, il a collationné des centaines de dictons.
Il a collaboré activement aux travaux de toutes les sociétés savantes de la région : la Société des Antiquaires de Picardie, la Société d'émulation d'Abbeville, dont il a dirigé les publications pendant quatorze ans, la Société d’histoire et d’archéologie du Vimeu, dont il a été vice-président depuis sa fondation, en 1905. il a fait paraitre, de 1886 à 1900, le Cabinet Historique de l’Artois et de la Picardie. En 1887, il fonde et dirige la revue Le Cabinet Historique de l'Artois et de la Picardie. En 1890, il cofonde, avec Henri Carnoy, la Revue du Nord de la France. Membre correspondant depuis de longues années, du Comité des travaux historiques, il lui a adressé de substantielles communications presque toujours insérées à son Bulletin. Sa bibliographie est estimée au total à quelque 160 publications, ouvrages ou articles de revue.
Comme bibliothécaire, il a mis en fiches le catalogue alphabétique et le catalogue méthodique des quarante mille volumes de sa Bibliothèque. En 1886, il organise le transfert de tous les ouvrages de l’Hôtel-de-Ville à la Bibliothèque, et rédige, à l’usage des chercheurs, le Catalogue des Manuscrits. Reconnaissant le mérite de ce travail, le ministre de l’Instruction publique, lui confie la rédaction du Catalogue des manuscrits des bibliothèques de Péronne, Ham et Roye, publié dans le Catalogue général des manuscrits des Bibliothèques publiques de France.
Comme archiviste, il a entrepris l’Inventaire des Archives communales d’Abbeville, dont le premier fascicule a paru en 1902. Comme conservateur des musées, il s’est occupé du transport des collections à l’hôtel d'Émonville et contribué aux derniers aménagements du musée Boucher-de-Perthes, et dressé, en partie, le Catalogue du Musée d’Abbeville et du Ponthieu, publié en 1902. On lui doit également un Guide sommaire du Musée Boucher de Perthes.
Forcé de quitter, en 1907, son poste à la Bibliothèque d’Abbeville, pour raisons de santé, il continue néanmoins ses recherches et participe, en 1911, au congrès du millénaire normand à Rouen.
Ses obsèques ont eu lieu, le 29 mars 1912, à Abbeville.

## Principales publications
- Deux villages du Santerre, Ignaucourt et Aubercourt, 1881, Amiens, Delattre-Lenoël, in-8º, 104 p. (tiré à part de la revue La Picardie). Réédition sous le titre : Récits historiques et légendes du Santerre, deuxième partie, Woignarue, La Vague verte, 1999  (ISBN 978-2-90822-784-0).[PDF] Lire en ligne sur le site de l’École nationale des Chartes.
- La Vie d'un douanier, (Boucher de Perthes),  1885, Lille & Paris, Lefort, 143 p. , in-8º.
- Catalogue analytique des manuscrits de la bibliothèque d'Abbeville, précédé d'une notice historique, 1885, Abbeville, Lafosse, lxxxiii-222 p., in-8º.
- Les Bibliothécaires d'Abbeville, 1886, Abbeville, Caudron, 21 p., in-8º.
- La Vallée du Liger et ses environs, tiré à part des Mémoires de la Société d'émulation d'Abbeville, t. 16, Paris, Alphonse Picard, 1887, xii-432 p., in-8º (lire en ligne sur Gallica) Deux années d'invasion en Picardie, 1887, Paris, A. Picard, in-8º (volume 29 des Mémoires de la Société des Antiquaires de Picardie).
- Esquisses militaires de la guerre de Cent ans - La Hire et Xaintrailles - Les Flavy, 1887, Paris, Lefort, 240 p., in-8º
- La Somme cantonale : Moreuil et son canton (réimpr. Moreuil et ses environs, 1993) (ISBN 978-2-90495-140-4, lire en ligne).
- Monographie d'un bourg picard, Paris, Alphonse Picard, 6 vol.
  - Vol. 1 : Introduction à l'histoire de Démuin, depuis les temps reculés jusqu'à nos jours, partie 1 sur Gallica
  - Vol. 2 : Introduction à l'histoire de Démuin, depuis les temps reculés jusqu'à nos jours, partie 2 sur Gallica.
  - Vol. 3 : Traditions populaires de Démuin sur Gallica.
  - Vol. 4 : Petit glossaire du patois de Démuin sur Gallica.
  - Vol. 5 : Nouvelles et légendes recueillies à Démuin sur Gallica.
  - Vol. 6 : Petite grammaire du patois de Démuin sur Gallica, réédité sous le titre de : Petite grammaire du patois picard, Paris, H. Welter, 1909, 168 p.
- Les Vilains dans les œuvres des trouvères, 1890, Paris, Maisonneuve, in 12º, 115 p. (Volume 8 de la Collection internationale de la tradition).
- La Guerre de trente ans en Artois, 1890, Paris, A. Picard, xviii-252 p., in-8º.
- Le Maréchal de Mailly, dernier commandant pour le Roi à Abbeville, Paris, A. Picard, 1895, xiv-157 p., ill. in-8º (lire en ligne sur Gallica)
- Fransart et ses seigneurs, 1895, Paris, Picard, 350 p. ill., in-8º.
- Voyages en Picardie d'un gentilhomme lillois à la fin du XVIIe siècle [Pierre Louis Joseph Jacobs d'Hailly], sans date, Cayeux sur Mer, Collection de La Picardie, 54 p., in-12º.
- Contes licencieux de la Picardie par « le meunier de Colincamps », 1909.
- Une gerbe de contes picards, La Découvrance, 2008,  (ISBN 978-2-84265-577-8)
- Millevoye, sa vie et ses œuvres, Paris, A. Picard, 1886, vii-143 p., in-16 (OCLC 1501109177, lire en ligne sur Gallica), p. 6.
- Nouvelles et légendes recueillies à Démuin, Paris, A. Picard, 1895.
- Le Livre de raison d'un maïeur d'Abbeville (1545-1613), 1894, Paris, Alphonse Picard, 106 p., in-8º. — Livre de raison d'Antoine Rohault.
- Père Daire, Histoire civile, ecclésiastique et littéraire du doyenné de Poix, annotée et publiée, 1898, Paris, A. Picard, vi-93 p. ill., in-8º.
- Histoire civile, ecclésiastique et littéraire du doyenné de Conty, par le père Daire, annotée et publiée par Alcius Ledieu, 1898, Paris, A. Picard, 186 p., in-8º.
- Catalogue du Musée d'Abbeville et du Ponthieu, 1902, Paris, Plon, 395 p., in 16º.
- Panthéon Abbevillois - Boucher de Perthes, sa vie, ses œuvres, sa correspondance, 1908, nouvelle édition ornée de planches, Abbeville, F. Duclercq, V-290 p. ill., in-8º.
- Monographie de Crécy en Ponthieu, Paris, Jouve, 1909, 64 p., in-8º.
- Histoire des doyennés du diocèse d'Amiens, suivie du glossaire picard, gaulois et français, par le père Daire, mise en ordre, complétée et publiée d'après les manuscrits autographes, 1910, Abbeville, A. Lafosse, 2 vol. in-4º.
- Histoire générale des communes de France - Tully, Démuin et Villers-Bretonneux (Somme), sans date [1910], Paris, Jouve, 25-52-42 p., ill., in-8º.
- Histoire civile, ecclésiastique et littéraire du doyenné de Fouilloy, Paris, A. Picard, 1911, 237 p., ill. in-8º.
- Notice biographique sur le Père Daire, 1911, Abbeville, A. Lafosse, 53 p., in-8º
- Un collaborateur de Boucher de Perthes, Charles Joseph Buteux, Abbeville, A. Lafosse, 1912, ii-64-16 p., in-8º.